# Baikal (bière)
Pour les articles homonymes, voir Baikal.
Baïkal (russe : байкал) est une marque de bière sibérienne de Russie, appartenant au groupe multinational Heineken.